# Nazionale maschile di pallacanestro delle Seychelles
La nazionale di pallacanestro delle Seychelles è la rappresentativa cestistica delle Seychelles ed è posta sotto l'egida della Federazione cestistica delle Seychelles.